# Triptykon
I Triptykon sono un gruppo black/doom metal svizzero fondato nel 2008 dal chitarrista e cantante Tom Gabriel Fischer, ex leader di Celtic Frost, Hellhammer e Apollyon Sun.

## Storia del gruppo

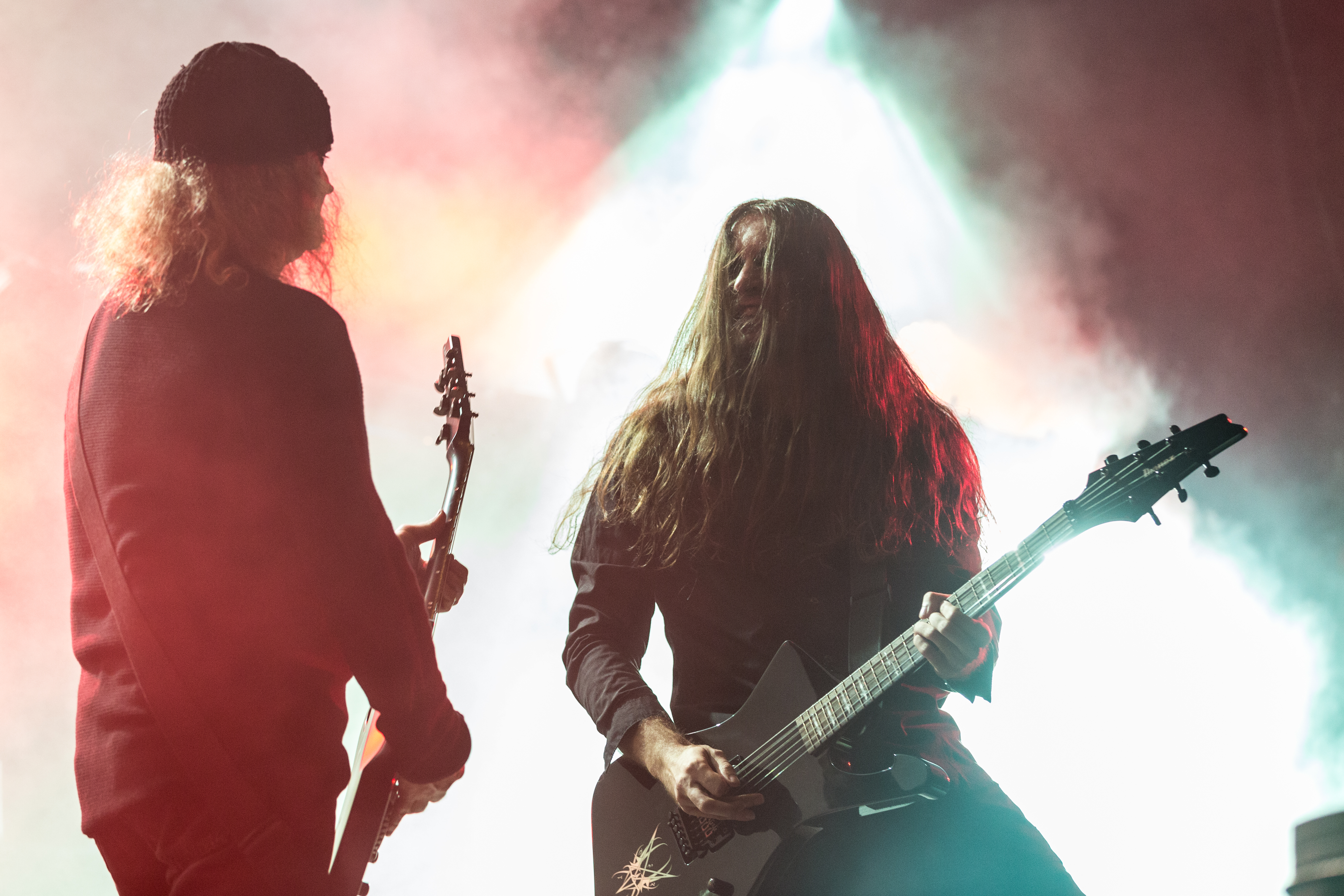
Tom Gabriel Fischer e V. Santura al Party.San Metal Open Air 2017

A seguito della sua dipartita dai Celtic Frost, Tom Gabriel Fischer annuncia, nel maggio 2008, l'intenzione di voler formare una nuova band assieme alla bassista Vanja Slajh, all'ex batterista dei Celtic Frost Reed St. Mark ed al chitarrista V. Santura. Il primo brano inedito della neonata band, Cucifixus, viene pubblicato sul sito MySpace.
Nel mese di dicembre dello stesso anno Tom Gabriel Fischer si trasferisce a Toten, in Norvegia, per registrare e produrre l'album Revelations of the Black Flame dei 1349, al quale contribuisce anche suonando la chitarra e il basso su un brano. Durante la permanenza in Norvegia inizia la stesura di alcuni pezzi per l'album di debutto dei Triptykon, tra i quali A Thousand Lies.
Nel 2009 il batterista Reed St. Mark lascia la band e viene sostituito dal tedesco Lonhard Norman, membro della band melodic death metal Fear My Thoughts.
Il 19 marzo 2010 viene pubblicato in Germania, Austria, Svizzera e Italia l'album d'esordio Eparistera Daimones. La copertina dell'album viene realizzata dagli artisti surrealisti H. R. Giger e Vincent Castiglia.
In un'intervista, parlando dell'uscita dell'album, Tom Gabriel Fischer ha dichiarato che il suono dei Triptykon si avvicina moltissimo a quello dei Celtic Frost e che l'album di debutto avrebbe contenuto il materiale adatto a quello immaginato per il successore di Monotheist dei Celtic Frost. Disse inoltre che sarebbe stato un album più oscuro, più pesante, e con un po' di più sviluppo sperimentale rispetto a Monotheist.
Il 25 ottobre 2010 esce un EP intitolato Shatter, di cui i primi tre brani sono stati registrati durante la sessione del 2009 per l'album Eparistera Daimones e i due rimanenti dal vivo al Roadburn Festival di Tilburg, nei Paesi Bassi, il 16 aprile 2010. Esiste anche un video ufficiale del brano Shatter.

## Formazione

### Formazione attuale
- Tom Gabriel Fischer - voce e chitarra
- Vanja Slajh - basso e voce
- V. Santura - chitarra
- Lonhard Norman - batteria

### Ex componenti
- Reed St. Mark - batteria (2008)

## Discografia

### Album in studio
- 2010 - Eparistera Daimones
- 2014 - Melana Chasmata

### EP
- 2010 - Shatter

### Live
- 2020 - Requiem (Live at Roadburn 2019)